# Gina Tognoni
Gina Tognoni (Saint Louis, 28 novembre 1973) è un'attrice statunitense.
È famosa in Italia per l'interpretazione di Dinah Marler nella soap opera statunitense Sentieri (Guiding Light), ruolo che ha interpretato dal 2004 e per il quale ha ricevuto il Premio Emmy nel 2006 e ricevuto una nomination per lo stesso premio nel 2005, nel 2007 e nel 2008.
Oltre che in Sentieri, ha lavorato tra l'altro in Una vita da vivere (One life to live) e in Febbre d'amore.

## Filmografia
- Phenomenon 2 (2003), nel ruolo dell'agente di polizia Claire
- 134 modi per innamorarsi (2003)